# Beta Centauri
Hadar eller Beta Centauri (β Centauri, förkortat Beta Cen, β Cen) som är stjärnans Bayerbeteckning, är en trippelstjärna belägen i den sydöstra delen av stjärnbilden Kentauren. Den har en skenbar magnitud på 0,61, är den näst ljusaste stjärnan i stjärnbilden, den tionde ljusaste på natthimlen och är klart synlig för blotta ögat. Baserat på parallaxmätning inom Hipparcosuppdraget på ca 8,3 mas, beräknas den befinna sig på ett avstånd på ca 390 ljusår (ca 120 parsek) från solen.

## Nomenklatur
Beta Centauri har de traditionella namnen Hadar och Agena. Hadar kommer från det arabiska حضارen (med betydelsen "att vara närvarande" eller "på jorden" eller "bebyggt civiliserat område"), medan namnet Agena i kan härledas från det latinska genua, vilket betyder "knän". År 2016 organiserade Internationella astronomiska unionen en arbetsgrupp för stjärnnamn (WGSN) med uppgift att katalogisera och standardisera riktiga namn för stjärnor. WGSN fastställde namnet Hadar för stjärnan Beta Centauri Aa den 21 augusti 2016 vilket nu är inskrivet i IAU:s Catalog of Star Names.

## Egenskaper
Primärstjärnan Beta Centauri Aa är en blå till vit jättestjärna av spektralklass B1 III. Den har en massa som är ca 11 gånger större än solens massa, en radie som är ca 7 gånger större än solens och utsänder från dess fotosfär ca 41 700 gånger mera energi än solen vid en effektiv temperatur på ca 25 000 K.
Beta Centauri består av tre stjärnor: Beta Centauri Aa, Beta Centauri Ab och Beta Centauri B. Alla spektrallinjer som observerats överensstämmer med en stjärna av spektraltypen B1, med endast variation i linjeprofilen varför det anses att alla tre stjärnor har samma spektraltyp. Beta Centauri A är en dubbelsidig spektroskopisk dubbelstjärna bestående av stjärnorna Beta Centauri Aa och Beta Centauri Ab, båda med liknande massa, som kretsar kring varandra med en period av 357 dygn och en stor excentricitet på ca 0,8245. De är båda Beta Cephei-variabler med flera pulsationsperioder på bara några timmar. Hela variabiliteten har inte identifierats, men är inte mer än några hundradelar av en magnitud. Beta Centauri B är en stjärna i huvudserien av spektraltyp B1 med skenbar magnitud 4.